# گاردنر (کانزاس)
گاردنر (به انگلیسی: Gardner) شهری در ایالت کانزاس کشور ایالات متحده آمریکا است که جمعیت آن در سرشماری سال ۲۰۱۰ میلادی، ۱۹٬۱۲۳ نفر بوده‌است.